# محوطه اسب ریسه
محوطه اسب ریسه مربوط به هزاره اول قبل از میلاد تا سده‌های اولیه دوران‌های تاریخی پس از اسلام است و در شهرستان ماسال، بخش مرکزی، دهستان حومه، روستای اسب ریسه واقع شده و این اثر در تاریخ ۷ اسفند ۱۳۸۶ با شمارهٔ ثبت ۲۱۵۳۴ به‌عنوان یکی از آثار ملی ایران به ثبت رسیده است.